# Moncontour (Côtes-d’Armor)
Moncontour (bret. Monkontour) – miejscowość i gmina we Francji, w regionie Bretania, w departamencie Côtes-d’Armor.
Według danych na rok 1990 gminę zamieszkiwało 901 osób, a gęstość zaludnienia wynosiła 1877 osób/km² (wśród 1269 gmin Bretanii Moncontour plasuje się na 615. miejscu pod względem liczby ludności, natomiast pod względem powierzchni na miejscu 1110.).